# Хванхэ-Пукто
Хванхэ́-Пукто́ (кор. 황해북도?, 黃海北道?) — провинция в КНДР. Была сформирована в 1954 году путём разделения провинции Хванхэдо на северную и южную части. Административный центр — город Саривон.

## География
Провинция граничит с Пхеньяном и Пхёнан-Намдо на севере, Канвондо на востоке, регионом Кэсон на юге, и Хванхэ-Намдо на юго-западе. В 2003 году город прямого подчинения Кэсон вошёл в состав Хванхэ-Пукто.

## Административное деление
Хванхэ-Пукто поделена на 3 города («си») и 16 уездов («кун»).

## Города
- Саривон (사리원시; 沙里院市)
- Кэсон (개성시; 開城市)
- Сонним (송림시; 松林市)

## Уезды
- Чанпхун (장풍군; 長豐郡)
- Хванджу (황주군; 黃州郡)
- Кэпхун (개풍군; 開豐郡)
- Коксан (곡산군; 谷山郡)
- Кымчхон (금천군; 金川郡)
- Понсан (봉산군; 鳳山郡)
- Пхёнсан (평산군; 平山郡)
- Инсан (린산군; 麟山郡)
- Синге (신계군; 新溪郡)
- Синпхён (신평군; 新坪郡)
- Сохын (서흥군; 瑞興郡)
- Суан (수안군; 遂安郡)
- Тхосан (토산군; 兎山郡)
- Ынпха (은파군; 銀波郡)
- Йонсан (연산군; 延山郡)
- Йотхан (연탄군; 燕灘郡)